# Steinfische
Die Steinfische (Synanceiinae) sind plumpe, sehr gut getarnte Meeresfische, die zu den giftigsten Fischen zählen. Eine Exposition mit in den Rückenflossenstacheln sitzendem Gift gilt als extrem schmerzhaft und, wenn auch seltener, als potenziell tödlich.
Steinfische leben im tropischen Indopazifik und im Roten Meer. Sie sind äußerst träge und lauern eingegraben oder zwischen Felsspalten auf Beute, wobei die äußerst hohe Verschmelzung mit der Umwelt die Namensgebung dieses Fisches geprägt hat. Steinfische können Fressopfer bis zu ihrer eigenen Größe verschlingen.

## Merkmale
Ihr Körper ist plump oder langgestreckt, mit einem vergleichsweise großen Kopf. Zwei Arten Dampierosa daruma und Erosa erosa haben ein endständiges Maul und Augen, die zur Seite zeigen. Bei den übrigen Arten ist das Maul oberständig, oft fast vertikal, und die Augen zeigen nach oben. Die Haut ist unbeschuppt, von Warzen bedeckt und drüsenreich, rau und oft algenbewachsen. Die Fische häuten sich alle paar Monate.
Die Brustflossen sind groß und zeigen, wenn sie ausgebreitet werden, auffällige Farben. Wechseln sie ihren Standort, bewegen sie sich sehr träge und „segeln“ langsam auf ihren großen Brustflossen. Die Rückenflossenstacheln sind in eine fleischige Haut eingebettet und gelten als besonders giftig.
Im Unterschied zu den Teufelsfischen (Choridactylinae) besitzen Steinfische keine freien Bauchflossenstacheln. An der Lachrimale besitzen Steinfische einen säbelartigen Knochen, den Tränensäbel, den sie als Defensivwaffe einsetzen können. Er wird dazu von seiner Ruheposition an der Unterseite der Lachrimale in eine arretierte Position an die Seite bewegt.
- Flossenformel: Dorsale XI–XVII/4–14, Anale II–IV/4–14, Ventrale I/3–5, Pectorale 10–11
- Wirbel: 23–30.

## Lebensweise und Fortpflanzung
Steinfische leben als einzelgängerische Bodenbewohner, meist als Fels getarnt, in relativ flachem Wasser in Korallen- und Felsriffen, auf Sand-, Geröll- und Weichböden. Einige Arten gehen auch in Flussmündungen. Als ortsfeste, hervorragend getarnte Lauerjäger ernähren sie sich von kleinen Fischen, Kopffüßern und Krebstieren, die sie durch plötzliches Aufreißen des Mauls einsaugen. Die Tiere sind schlechte Schwimmer. Ihre Larven sind pelagisch.
Die Vermehrungsweise der Fische ist am Beispiel des Warzen-Steinfischs untersucht worden. Diese Art kommt zur Fortpflanzung in Gruppen zusammen. Bei Australien wurden auf 16 Quadratmetern lehmigen Meeresboden 25 bis 30 Einzeltiere gefunden. Von den gefangenen Tieren waren die kleineren Exemplare Männchen, die größeren laichbereite Weibchen. In Aquarien verbrachte Paare laichten in der Nacht. Die Eier waren recht groß und hatten einen Durchmesser von 1,6 mm, was auch auf große Larven schließen lässt.

## Systematik und Taxonomie
Die Steinfische werden bei Nelson (2006) als Unterfamilie zu den Skorpionfischen (Scorpaenidae) gestellt. Die meisten anderen Autoren sehen sie, wie auch Nelson in der 1994er Ausgabe seines Standardwerks zur Fischsystematik, als eigenständige Familie. Nach der phylogenetischen Untersuchung von Smith, Everman und Richardson stehen die Steinfische eindeutig außerhalb der Skorpionfische. Sie sind aber nah mit den Wespenfischen (Apistinae), den Samtfischen (Aploactininae), den Eschmeyerinae, den Gnathanacanthinae, den Indianerfischen (Pataecinae), den Perryeninae und den Stirnflossern (Tetraroginae) verwandt. Die nahe Verwandtschaft der acht Familien wird nicht nur durch molekularbiologische Daten gestützt, sondern auch durch die Morphologie der Fischlarven und der ähnlichen Lebensweise als gut getarnte Lauerjäger tropischer Flachmeere. Die adulten Tiere aller Taxa besitzen einen sogenannten Tränensäbel, einen Knochenvorsprung unterhalb des Auges, der bei Gefahr abgespreizt werden kann, so dass er wie eine Klinge hervorsteht. Smith, Everman und Richardson schlugen deshalb vor die oben genannten Verwandten als Unterfamilien den Synanceiidae zuzuordnen. Auch die Steinfische bekommen dann den Status einer Unterfamilie in einer neu diagnostizierten, erweiterten Familie Synanceiidae. Dies wurde im Januar 2022 in Eschmeyer's Catalog of Fishes, einer Onlinedatenbank zur Fischsystematik, so übernommen.

### Gattungen und Arten

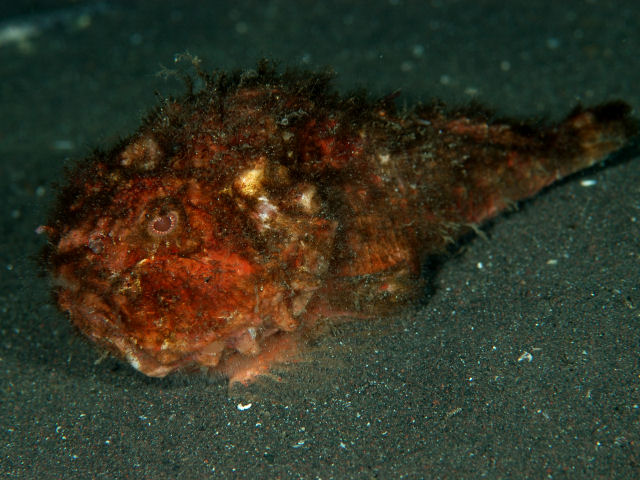
Erosa erosa

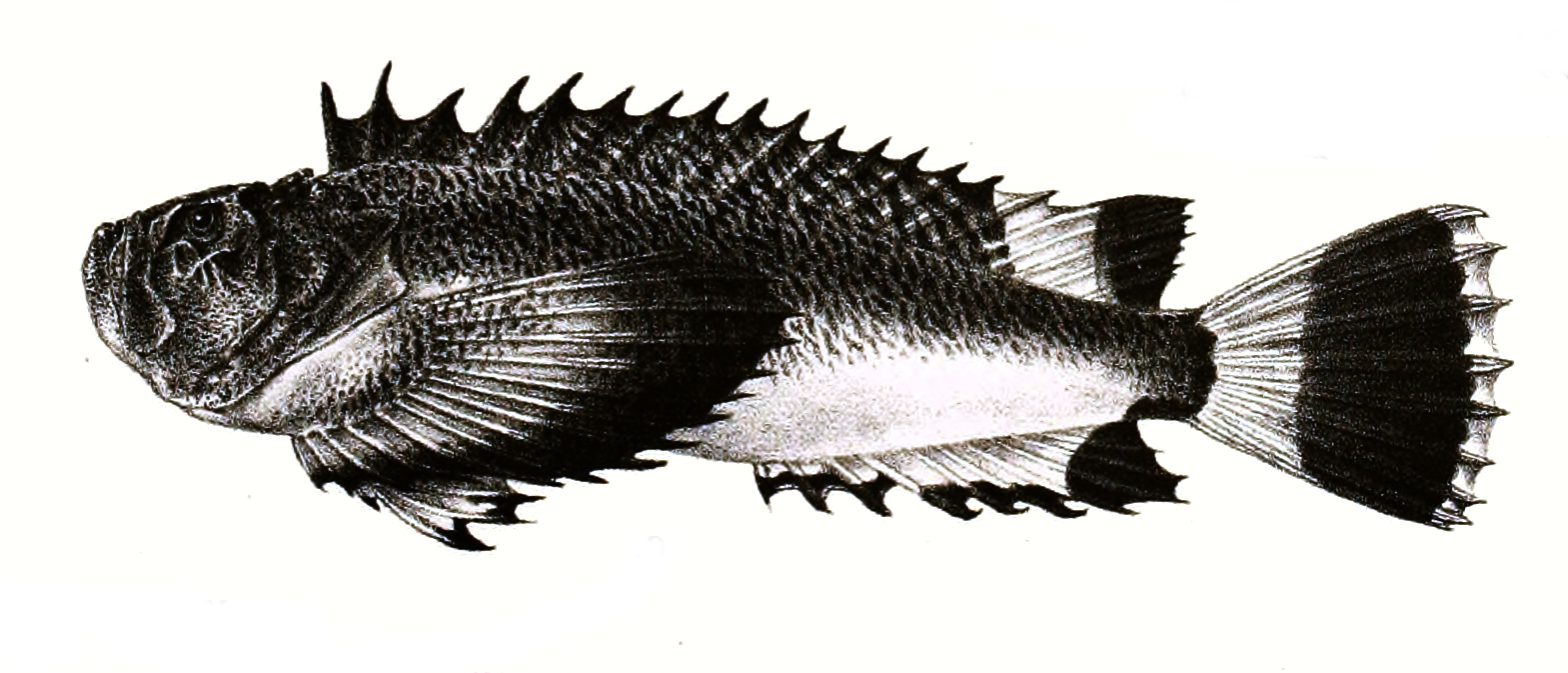
Pseudosynanceia melanostigma

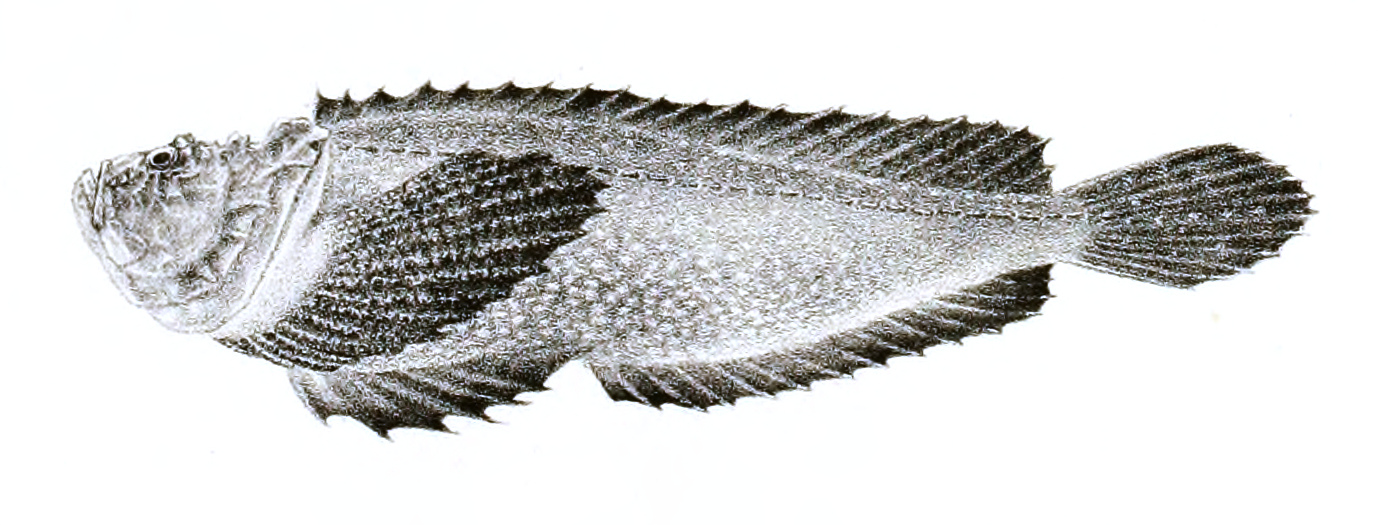
Trachicephalus uranoscopus

Es gibt sechs Gattungen, von denen fünf monotypisch sind und eine sechs Arten enthält.
- Steinfische (Synanceiinae)
  - Dampierosa Whitley, 1932
    - Keulen-Steinfisch (Dampierosa daruma) Whitley, 1932

  - Erosa Swainson, 1839
    - Affenfisch (Erosa erosa) (Cuvier in Cuvier & Valenciennes, 1829)

  - Leptosynanceia Bleeker, 1874
    - Leptosynanceia asteroblepa (Richardson, 1844)

  - Pseudosynanceia Day, 1875
    - Pseudosynanceia melanostigma Day, 1875

  - Synanceia Bloch & Schneider, 1801
    - Alula-Steinfisch (Synanceia alula) Eschmeyer & Rama-Rao, 1973
    - Warzen-Steinfisch (Synanceia horrida) (Linnaeus, 1766)
    - Arabischer Steinfisch (Synanceia nana) Eschmeyer & Rama-Rao, 1973
    - Synanceia platyrhyncha Bleeker, 1874
    - Synanceia quinque Matsunuma, Manjaji-Matsumoto & Motomura 2021
    - Echter Steinfisch (Synanceia verrucosa) Bloch & Schneider, 1801

  - Trachicephalus Swainson, 1839
    - Trachicephalus uranoscopus (Bloch & Schneider, 1801)

## Giftapparat und Toxikologie
Das Gift der Steinfische gilt als äußerst potent und ist vergleichbar mit dem der Skorpionfische. Giftig sind die ersten 13 sehr stark entwickelten Hartstrahlen der Rückenflosse, die ersten drei Flossenstrahlen der Afterflosse und die ersten beiden der Bauchflossen. Jeder dieser Hartstrahlen ist von Haut umgeben und hat zwei Längsrinnen, die mit Drüsengewebe an der Basis der Flossenstrahlen verbunden sind. Dringt der Strahl in Gewebe ein und wird die Haut durch den Druck zusammengedrückt, so wird das Drüsengewebe penetriert, wodurch das Gift durch die Längsrinnen in das Opfer injiziert wird.
Das Gift besteht aus verschiedenen hochmolekularen Proteinen. Eine beim Warzen-Steinfisch isolierte Einzelkomponente zeigte hierbei keine wirkungsgleiche Ähnlichkeit mit anderen bekannten Proteinen. Der Stonus-Toxin benannte Stoff bewirkt Kammerflimmern und einen schnellen Blutdruckabfall, was für den tödlichen Ausgang verantwortlich gemacht wird. Ein weiterer Bestandteil des Giftes ist das Enzym Hyaluronidase, das für eine rasche Ausbreitung des Giftes sorgt, indem es die Zellzwischenräume erweitert. Der Stich eines Steinfisches führt meist zu extremsten Schmerzen in der Einstichstelle.

### Behandlung
Vorläufige Erste-Hilfe-Maßnahmen sind in der Regel das Entfernen des Stachels und das Eintauchen der Stichwunde in sehr heißes Wasser, was das Gift denaturiert und schmerzlindernd wirken kann. Bei andauernden Schmerzen ist eine notärztliche Behandlung nötig. Diese erfolgt meist mit der Verabreichung eines Gegengifts. Manche Quellen schlagen zur Schmerzlinderung Lokalanästhetika wie Lidocain vor. Hochpotente Schmerzmittel (Opioide) gelten in der Applikation als generell wirkungslos. Zusätzlich kann die Verabreichung von Beruhigungsmitteln, wie Benzodiazepinen angebracht sein.